# Прапор Моначинівки
Пра́пор Моначи́нівки — один з офіційних символів села Моначинівка, Куп'янський район Харківської області, затверджений рішенням сесії Моначинівської сільської рада.

## Опис прапора
Квадратне полотнище з вміщеними на ньому кольорами і фігурами малого герба.